# Průměrňákovi
Průměrňákovi (v anglickém originále The Middle) je americký sitcom o průměrné rodině ze střední třídy, která žije ve fiktivním městě Orson ve státě Indiana a překonává každodenní problémy běžného života. Úvodní díl seriálu měl premiéru 30. září 2009 na ABC. Seriál je chválen televizními kritiky a získal množství nominací na televizní ceny. Seriál byl na přání tvůrců ukončen po deváté řadě, jejíž hodinové finále mělo premiéru 22. května 2018.

## Obsazení

### Hlavní postavy
- Patricia Heaton jako Frances „Frankie“ Hecková
- Neil Flynn jako Michael „Mike“ Heck Jr.
- Charlie McDermott jako Axl Redford Heck
- Eden Sher jako Sue Sue Hecková
- Atticus Shaffer jako Brick Ishmael Heck

### Vedlejší postavy
- Beau Wirick jako Sean Donahue
- Daniela Bobadilla jako Lexie Brooksová
- Brock Ciarlelli jako Brad Bottig
- John Gammon jako Darrin McGrue
- Jen Ray jako Nancy Donahueová
- Brooke Shieldsová jako Rita Glossnerová
- Brian Doyle – Murray jako Don Ehlert
- Chris Kattan jako Bob Weaver
- Blaine Saunders jako Carly
- Tommy Bechtold jako Kenny
- Dave Foley jako doktor Fulton
- John Cullum jako Velký Mike
- Paul Hipp jako reverend TimTom
- Jerry Van Dyke jako Tag Spence
- Marsha Mason jako Pat Spencová
- Norm MacDonald jako Rusty Heck
- David Chandler jako Derrick Glossner
- Jeanette Miller jako teta Eddie
- Frances Bay jako teta Ginny
- Alphonso McAuley jako Hutch
- Pat Finn jako Bill Norwood
- Julie Brown jako Paula Norwoodová
- Brooke Dillman jako Tink Babbitová

## Popis hlavních postav
Frankie Hecková (rozená Spence) – hraje Patricia Heaton – manželka Mikea a matka Axla, Sue a Bricka. Frankie je ústřední postavou seriálu, má i roli vypravěče a komentuje příhody, které se dějí členům rodiny. Je oddanou manželkou a matkou a rodinu považuje za nejdůležitější věc ve svém životě. Její motto „Děláš to pro rodinu“ řídí její každodenní rutinu, přestože bývá frustrovaná kvůli manželovi, dětem a také kvůli starším nemocným příbuzným, kteří jsou na ní často závislí. Má rodiče Taga a Pat a sestru Janet, která má manžela a dceru Lucy. Stará se o “tety” Eddie a Ginny. Nicméně je poměrně nezodpovědná a lenivá, a proto často zapomíná na narozeniny členů rodiny (nejčastěji na Brickovy) a na své a Mikeovo výročí. Frankie chodila na vysokou školu, ale tu nedokončila. Je hodně vytížená kvůli práci, a proto nemá čas dobrovolně se věnovat školním aktivitám svých dětí. Když jede rodina na výlet, vždy zapomene modrou tašku, ve které je jídlo. Zpočátku pracuje jako nevýkonná prodavačka v autobazaru Ehlert Motors. Poté, co Frankie je propuštěna v průběhu 4. řady, absolvuje školu pro zubní asistenty a na konci řady získá práci v zubní ordinaci, kterou si udržela po zbytek seriálu.
Mike Heck – hraje Neil Flynn – manžel Frankie a otec rodiny, známý pro své přímočaré chování a nedostatek emocí. Mike pracuje v místním vápencovém lomu jako manažer. Svého 25letého pracovního výročí v lomu dosáhl v epizodě 9. řady „The Crying Game“, kde byl povýšen na regionálního manažera. Navzdory svému neomylnému přístupu k práci a rodině je Mike oddaný a chápavý manžel a otec, který, jak se zdá, vždy vyjde vstříc Frankie a dětem. Při několika příležitostech bylo řečeno, že Mikeovým oblíbeným filmem jsou Reservoir Dogs a že Frankie pozval na druhé rande jen proto, že lhala a řekla, že se jí film také líbí. Mike má otce, zvaného svými vnuky "Velký Mike", který projevuje emoce ještě méně než Mike, a nespolehlivého bratra Rustyho (Norm Macdonald), oba žijí v Orsonu. Jeho matka zemřela na rakovinu plic ve věku 42 let, ještě jak byl Mike dítě, ale jeho otec ho tehdy donutil udělat si domácí úkoly a jít další den do školy, místo aby Mikeovi dopřál čas na truchlení. V poslední deváté řadě je naznačeno, že jeho dcera Sue se podobá právě jeho předčasně zemřelé mámě a proto má k ní zvláštní vztah, přestože prohlašuje sportovně nadaného syna Axla za své oblíbené dítě. Oblíbenou činností Mika je sledování sportovních zápasů v televizi, jeho oblíbeným týmem je klub amerického fotbalu Indianapolis Colts hrající NFL. Jeho vášeň pro tento tým způsobila to, že si z porodnice omylem vzal cizí dítě místo mladšího syna Bricka. Na omyl se přišlo po měsíci. V sedmé řadě spolu s Rustym začal podnikat s jednorázovými plenami s logy sportovních týmů pojmenovanými „Li'l Rivals“, ale svůj podíl v podniku později prodá, aby zaplatil Sueino školné.
Axl Heck – hraje Charlie McDermott – nejstarší syn Frankieho a Mika. Na rozdíl od svých sourozenců je Axl hrubý, líný, sobecký a poněkud narcistický. Ze všech tří dětí je nejvíce problémový, ostatními členy rodiny kvůli svému narcismu poněkud pohrdá a vyhýbá se bližnímu kontaktu s nimi. V průběhu seriálu se ale stává zodpovědnějším a také začne si více vážit své rodiny, protože v srdci je to dobrý člověk. To ukazuje například tehdy, když úmyslně prohraje basketbalový zápas ve snaze získat zpět svou bývalou přítelkyni Morgan. Axlovu odtažitost těžce nese hlavně Frankie, která si pamatuje Axla jako malého „maminčiného kluka“, a ráda by tyto časy vrátila. Svoji o dva roky mladší sestru Sue často šikanuje, zatímco s introvertním bratrem Brickem má o něco lepší vztah. Navzdory svému chování je Axl mnohem oblíbenější než jeho sourozenci, ale ve škole se mu nedaří tak jako jim. Axl také hraje na elektrickou kytaru a předpokládá se, že byl pojmenován po frontmanovi Guns N' Roses Axlu Rose. Dvakrát šel omylem na maturitní ples s Divnou Ashley Wyman, nepříliš oblíbenou spolužačkou z jeho školy, která si myslí, že s Axlem chodí. Ve 4. řadě začne chodit s Cassidy Finch, která ho doučuje poté, co mu Sue omylem přejela nohu a zlomila ji, když se učila řídit. Další Axlovou přítelkyní je Devin Levinová, dívka s podobnou povahou jako má Axl. Na střední škole byl Axl skvělým hráčem amerického fotbalu, díky čemuž získá stipendium na East Indiana State. Na univerzitě se ale z něj stane pouze náhradník, což ho přimělo vzít svou snahu o získání obchodního titulu trochu vážněji. Na začátku 8. řady Axl randí a později se tajně ožení s April, hlavně proto, aby vzdoroval svým rodičům, kteří ji nemají rádi. Manželství je rychle anulováno poté, co to rodiče Axla i April zjistí. Na konci sezóny 8 začne chodit se Sueinou spolubydlící Lexie a vystuduje vysokou školu s bakalářským titulem v oboru podnikání. Mezi 8. a 9. sezónou cestoval s Kennym po Evropě, aby propagoval Kennyho připravované aplikace. Poté, co krátce pracoval jako řidič školního autobusu a na začátku 9. řady u Spudsy's, Axl získává první zaměstnání jako obchodní zástupce pro společnost zabývající se instalatérskými potřebami. Ve finále seriálu se přestěhuje do Denveru za pracovní příležitostí, ale ve flashforwardu je odhaleno, že se nakonec vrátí do rodného Orsonu, ožení se s Lexie a má tři syny, kteří se jako chovají stejně jako on, když byl teenager.
Sue Hecková – hraje Eden Sher – prostřední dcera Frankie a Mika. Její milá sluníčková, ale naivní povaha z ní činí objekt posměchu, zejména ze strany Axla. I přes veškerou snahu ji učitelé a ostatní studenti většinou nepoznávají. Její nejlepší přátelé jsou Carly a Brad. Vzhlíží k reverendovi Tim-Tomu. Když něco neví, jde na web kickingitteenstyle.com. Když lže, řekne "a tak dále a tak dále a co máš". Mnohé z jejích dějových linií zahrnují, že je přehlížena nebo se snaží organizovat večírky nebo akce a nedostává žádnou pomoc. V první řadě není Sue zobrazena v ročence, přestože se nechala vyfotit třikrát, a zjistí, že její oblíbený učitel si na ni vůbec nepamatuje. (Nakonec je umístěna v ročence, ale v sekci vyhrazené pro studenty, kteří zemřeli, s titulkem: „In Loving Memory of Sue Heck, Gone Too Soon.“) Sue nosí rovnátka, která byla krátce odstraněna ve 3. řadě, ale bylo zjištěno, že přehnaně upravili její stav. Nechala je znovu odstranit na začátku sezóny 6, poté potřebovala pouze sundávací rovnátka na noc. Jako jediná v rodině je levačka. Ve škole zaostává za Axlem o dva roky, střední školu absolvovala ve finále 6. řady. Je známá tím, že zkouší téměř všechny konkurzy do školních týmů a kroužků, ale nikdy ji nepřijmou, protože je příliš nešikovná. V 2. řadě se nakonec dostala do týmu přespolního běhu, protože hrdinsky pětkrát obešla trať o berlích, přestože ji den předtím srazil jelen. Sue ve 3. sezóně založí roztleskávačky pro školní tým wrestlerů a krátkou dobu chodí se zápasníkem Mattem. V sezóně 4 chodí s Axlovým kamarádem Darrinem MacGrewem. V šesté řadě přijme s obavami Darrinovu žádost o ruku, ale po třech dnech najde odvahu říct, že se ještě nechce vdávat. Narodila se 29. února, tedy na přestupný rok. Je přijata na stejnou vysokou školu, kterou navštěvuje Axl. Nechtěl, aby tam šla, ale Mike a Frankie mu řekli, že to není jeho rozhodnutí, a Sue později nabídku navštěvovat tuto vysokou školu přijme. Její zamilovanost do Seana Donahue je odhalena v sezóně 8. V 9. řadě je ve třeťáku na vysoké škole a specializuje se na management pohostinství. Ve flashforwardu je ukázáno, že si vezme Seana a že je oddal reverend Tim Tom.
Brick Heck – hraje Atticus Shaffer – druhý syn a nejmladší z dětí Mika a Frankieho.  Rád čte a trpí paliálií. Ta se u něj projevuje tak, že si šeptem opakuje slova z předchozích vět.  Má potíže se lhaním, protože po lži zašeptá: „Teď lžu“.  Později místo šeptání prdí. Má eidetickou paměť.  Je chytřejší než většina teenagerů, protože četl O myších a lidech, knihu, se kterou zároveň bojuje jeho starší bratr.  Miluje také knižní sérii Planeta Nikde, která byla vymyšlena pro účely seriálu.  Deník malého poseroutky označil jako „knihu, která mi změnila život“.  Je výjimečně inteligentní, ale snadno se nechá rozptýlit, což ho vede k otálení s plněním domácích úkolů a projektů.  V sedmé řadě v reakci na Cindy, která diskutovala o diagnóze IEP, Brick uvádí, že má potíže se zaměřením na nepreferované činnosti, s diagnostickým kódem hraniční 5A62, což může být odkaz na kódy zdravotního postižení související s  IEP. Má strach z předjíždění přes mosty. Kvůli sociální neobratnosti má problém si najít kamarády. I kvůli tomu je zařazen do kroužku sociálních dovedností, kam chodí děti s různými zvláštnostmi – jeden si myslí, že je kočka, jiný jí jen červené jídlo a další nechce, aby se jeho ponožky dotkly země. V druhé řadě se spřátelí se podobně zvláštním chlapcem jménem Arlo.  Ve škole je pět let pozadu za Sue.  V druhé řadě bylo řečeno, že byl při narození omylem vyměněn s jiným dítětem, protože Mike sledoval fotbalový zápas a vzal si domů dítě, které sestřička položila vedle Bricka, a strávil měsíc s rodinou tohoto dítěte, zatímco druhé dítě bylo s Heckovými.  V sezóně 8 se Brick setkává s druhým dítětem, Blakem Fergusonem, spolu s rodiči Fergusonovými, kteří milují literaturu, a zjišťuje, že to bylo pravděpodobně to, že se s nimi jako nemluvně setkal, což vedlo k jeho uznání pro čtení a klasickou hudbu.  Zatímco Sue je přehlížena spolužáky a učiteli, Brick je neustále přehlížen svou vlastní rodinou.  Frankie a Mike několikrát zapomněli na jeho narozeniny.  V sezóně 8 se Brick dostane do National Honor Society, což je poprvé pro člena rodiny Heckových, ale jeho rodiče to nevěděli, dokud jim to neřekla Nancy Donahue.  Má přítelkyni jménem Cindy.  V sezóně 9, Brick je druhák na střední škole Orson.  Pozve Cindy na ples a Frankie pozve bývalé studenty ze třídy sociálních dovedností na předplesovou párty.  Stali se normálními, ale Brick má stále stejné svérázné chování.  Ve flashforwardu ve finále seriálu se ukáže, že je ženatý a je slavným autorem, který píše populární knižní sérii pro dospívající volně založenou na svém dětství.  Ačkoli ve finále není uvedeno, s kým je ženatý, sedmá epizoda „Halloween VI: Tick Tock Death“ naznačuje, že se Brick ožení a založí rodinu se Cindy.

## Český dabing
| Postava         | Představitel      | Český dabér                                                               |
| --------------- | ----------------- | ------------------------------------------------------------------------- |
| Frankie Hecková | Patricia Heaton   | Zuzana Slavíková                                                          |
| Mike Heck       | Neil Flynn        | Vladimír Čech (1.–3. řada) Libor Hruška (4. řada) Pavel Šrom (5.–9. řada) |
| Axl Heck        | Charlie McDermott | Jan Cina                                                                  |
| Sue Sue Hecková | Eden Sherová      | Rozita Erbanová (1.–7. řada) Ivana Korolová (8.–9. řada)                  |
| Brick Heck      | Atticus Shaffer   | Jakub Nemčok                                                              |

## Vysílání
| Řada | Díly | Premiéra v USA | Premiéra v USA  | Premiéra v ČR          | Premiéra v ČR     |
| Řada | Díly | První díl      | Poslední díl    | První díl              | Poslední díl      |
| ---- | ---- | -------------- | --------------- | ---------------------- | ----------------- |
| 1    | 24   | 30. září 2009  | 19. května 2010 | 22. srpna 2012[rozpor] | 3. března 2013    |
| 2    | 24   | 22. září 2010  | 25. května 2011 | 30. března 2013        | 5. května 2013    |
| 3    | 24   | 21. září 2011  | 23. května 2012 | 12. listopadu 2013     | 13. prosince 2013 |
| 4    | 24   | 26. září 2012  | 22. května 2013 | 25. července 2014      | 10. srpna 2014    |
| 5    | 24   | 25. září 2013  | 21. května 2014 | 2. září 2014           | 23. října 2014    |
| 6    | 24   | 24. září 2014  | 13. května 2015 | 7. července 2015       | 27. srpna 2015    |
| 7    | 24   | 23. září 2015  | 18. května 2016 | 11. června 2016        | 17. července 2016 |
| 8    | 23   | 11. října 2016 | 16. května 2017 | 8. dubna 2017          | 24. června 2017   |
| 9    | 24   | 3. října 2017  | 22. května 2018 | 3. června 2018         | 8. července 2018  |